# سیب سرخ حوا
سیب سرخ حوا فیلمی به کارگردانی سعید اسدی، نویسندگی محمدهادی کریمی و تهیه‌کنندگی امیرحسین شریفی محصول سال ۱۳۷۷ است. این فیلم در خرداد ۱۳۷۹ بر روی پرده سینما رفت.

## خلاصه فیلم
ندا (نیکی کریمی) معتقد است که در زندگی، فقط عشق کافی نیست، بلکه باید به مسائل مالی نیز توجه کرد. به همین دلیل، نامزدی چهارساله‌اش با فرهاد (امین حیایی) را به هم می‌زند و با مردی مسن و پولدار به نام محمود فروزش (محمود پاک‌نیت)  که یک شرکت خصوصی دارد ازدواج می‌کند، به شرط آنکه مرد، دارایی اش را به نام او کند. مرد نیز می پذیرد و برای ماه عسل به کیش می روند. آقای فروزش که طلبکاران بسیاری دارد ناپدید می شود و ندا به تنهایی به اصفهان (شهر محل سکونت‌شان) برمی گردد. در مراجعه به شرکت همسرش، درمی‌یابد که اموال شرکت، به دلیل بدهی‌های بسیار، توسط مأموران ضبط شده است. حکم جلب ندا نیز صادر می شود و او به زندان می افتد. فرهاد که به تازگی وکیل شده، وکالت نامزد سابقش را بر عهده می گیرد. فرهاد به ندا می گوید که "سهیلی" طلبکار اصلی شوهرش -که در ضمن وکیل فروزش نیز هست-  قول مساعدت برای آزادی ندا را داده است. با سپردن وثیقه از سوی سهیلی، ندا از زندان آزاد می شود. طی ملاقاتی بین سهیلی و ندا، سهیلی به دروغ به ندا می گوید که فروزش در یک حادثه رانندگی کشته شده و اگر ندا با او ازدواج کند، از شکایتش صرف نظر خواهد کرد. ندا به او جواب منفی می دهد. روز بعد، جسد سهیلی در شرکت پیدا می شود و ندا متهم به قتل او می شود. در دادگاه، فرهاد به عنوان وکیل از ندا دفاع می کند. منشی شرکت "شادی‌محتشمی" (فریبا متخصص) که در ابتدا اتهام ندا را تأیید کرده بود، اعتراف می کند که ندا بی گناه است و قتل توسط فروزش انجام گرفته است. مأموران فروزش را دستگیر می کنند. پس از پایان آخرین جلسه دادگاه، زمانی که حکم برائت ندا صادر می شود، ندا به دنبال نامزد سابقش می رود، ولی فرهاد خود را از او پنهان می کند. ندا درمی‌یابد که برای بازگشت به نقطه شروع، خیلی دیر شده است...

## جشنواره‌ها
فیلم سیب سرخ حوا در چهارمین دوره جشن خانه سینما (۱۳۷۹) در دو بخش فیلم‌های بلند و پوستر (اعلان دیواری) حضور داشته‌است.
همچنین این فیلم در پنجمین دوره دوره جشن خانه سینما (۱۳۸۰) در دو بخش نمونه فیلم (آنونس) و پوستر (اعلان دیواری) شرکت کرده‌است.